# 安田善治郎
安田 善治郎（やすだ ぜんじろう、1946年（昭和21年）8月1日 - ）は、岐阜県羽島市出身のフィールドホッケー選手・監督である。

## 来歴
岐阜西工から明治大学に進学。大学4年で1968年メキシコシティーオリンピックの日本代表として出場して11位となる。
卒業後の1969年（昭和44年）に岐阜女商に赴任。インターハイ20回優勝の強豪に育て上げる。
その実績を買われ、1978年（昭和53年）から1982年（昭和57年）まで女子日本代表コーチを務める。1987年（昭和62年）からは監督に就任し、1990年（平成2年）W杯11位、アジア大会3位に成績を残し同年退任。
1996年（平成8年）県民栄誉賞を受賞。
2001年（平成13年）、女子日本代表監督に復帰。2004年（平成16年）のアテネオリンピックに導く。
五輪後、周囲から慰留もされたが、恩田昌史に禅譲し勇退。
2007年（平成19年）、男子日本代表コーチに就任。